# Nehalem (mikroarkitektur)
Nehalem är kodnamnet för en arkitektur för processorer från Intel. Den har fått namn efter Nehalem River i nordvästra Oregon, och ersatte den tidigare Core-arkitekturen. Nehalem använder precis som Intel Core 2 (arbetsnamn "Penryn") en 45 nm tillverkningsprocess. En uppföljare tillverkad med 32 nm tillverkningsprocess lanserades under namnet Westmere.
Nehalem stödjer Hyper Threading, vilket ingen stationär processor gjort sedan Pentium 4. Den är Intels första processor med en integrerad minneskontroller, avsedd för DDR3-minnen. Konkurrenten AMDs processorer har haft detta under en längre tid, dock för DDR och DDR2-RAM. Istället för front side bus utnyttjar Nehalem-processorerna en teknik kallad QuickPath Interconnect.

## Varianter
| Arbetsnamn                          | Marknadssegment             | Tillverknings- process | Kärnor (Trådar)        | Hastighet                      | Pris                          | Cache                          | Minneskontroller                    | Buss                      | GPU | TDP                 | Socket                | Release                               |
| ----------------------------------- | --------------------------- | ---------------------- | ---------------------- | ------------------------------ | ----------------------------- | ------------------------------ | ----------------------------------- | ------------------------- | --- | ------------------- | --------------------- | ------------------------------------- |
| Westmere                            | DP server                   | 32 nm                  | 4 (8) och/eller 6 (12) |                                |                               | 256 KB L2/kärna 12 MB delat L3 | Fyra kanaler DDR3                   | 4x QuickPath              | Nej | Okänt               | LGA1366               | Kvartal 4 2009 / Första halvåret 2010 |
| Westmere                            | Extreme desktop             | 32 nm                  | 4 (8) och/eller 6 (12) | Tre kanaler DDR3               | 2x QuickPath                  | 256 KB L2/kärna 12 MB delat L3 |                                     |                           | Nej | Okänt               | LGA1366               | Kvartal 4 2009 / Första halvåret 2010 |
| Westmere                            | Performance desktop         | 32 nm                  | 4 (8) och/eller 6 (12) | Tre kanaler DDR3               | 2x QuickPath                  | 256 KB L2/kärna 12 MB delat L3 |                                     |                           | Nej | Okänt               | LGA1366               | Kvartal 4 2009 / Första halvåret 2010 |
| Westmere                            | Mainstream desktop          | 32 nm                  | 4 (8) och/eller 6 (12) | Tre kanaler DDR3               | 2x QuickPath                  | 256 KB L2/kärna 12 MB delat L3 |                                     |                           | Nej | Okänt               | LGA1366               | Kvartal 4 2009 / Första halvåret 2010 |
| Clarkdale                           | Mainstream to value desktop | 32 nm                  | 4 (8) och/eller 6 (12) | 256 KB L2/kärna                |                               |                                |                                     |                           | Nej | Okänt               |                       | Kvartal 4 2009 / Första halvåret 2010 |
| Clarkdale                           | Mainstream to value desktop | 32 nm                  | 2–4 (4–8)              | 256 KB L2/kärna                |                               |                                |                                     |                           | Nej | Okänt               |                       | Kvartal 4 2009 / Första halvåret 2010 |
| Beckton (Nehalem-EX)                | MP server                   | 45 nm                  | 8 (16)                 | 256 KB L2/kärna 24 MB delat L3 | Fyra kanaler FB-DIMM2         | 4x QuickPath                   | 130≈150 W                           | LGA1567                   | Nej | Andra halvåret 2009 |                       |                                       |
| Gainestown                          | DP server                   | 45 nm                  | 4 (8)                  | 256 KB L2/kärna 8 MB delat L3  | 3xDDR3 800/1066/1333/1600 MHz | 2x QuickPath                   | 130≈150 W                           | LGA1366                   | Nej | Q1 2009             |                       |                                       |
| Bloomfield                          | Extreme desktop             | 45 nm                  | 4 (8)                  | 256 KB L2/kärna 8 MB delat L3  | 3xDDR3 800/1066/1333/1600 MHz | 3,2 GHz                        | 130≈150 W                           | LGA1366                   | Nej | $999                | 1x 6,4 GT/s QuickPath | November 2008                         |
| Bloomfield                          | Performance desktop         | 45 nm                  | 4 (8)                  | 256 KB L2/kärna 8 MB delat L3  | 3xDDR3 800/1066/1333/1600 MHz | 2,93 GHz                       | 130≈150 W                           | LGA1366                   | Nej | $562                | 1x 4,8 GT/s QuickPath | November 2008                         |
| Bloomfield                          | Mainstream desktop          | 45 nm                  | 4 (8)                  | 256 KB L2/kärna 8 MB delat L3  | 3xDDR3 800/1066/1333/1600 MHz | 2,66 GHz                       | 130≈150 W                           | LGA1366                   | Nej | $284                | 1x 4,8 GT/s QuickPath | November 2008                         |
| Lynnfield                           | Performance desktop         | 45 nm                  | 4 (8)                  | 256 KB L2/kärna 8 MB delat L3  | 2,xx GHz                      | < $200                         | Två kanaler DDR3 800/1066/1333> MHz | DMI x4/x2 PCI Express 2.0 | Nej | 95 W                | LGA1160               | 3e/4e kvartalet 2009                  |
| Lynnfield                           | Mainstream desktop          | 45 nm                  | 4 (8)                  | 256 KB L2/kärna 8 MB delat L3  | 2,xx GHz                      | < $200                         | Två kanaler DDR3 800/1066/1333> MHz | DMI x4/x2 PCI Express 2.0 | Nej | 95 W                | LGA1160               | 3e/4e kvartalet 2009                  |
| Clarksfield                         | Extreme mobile              | 45 nm eller 32 nm      | 4 (8)                  | 256 KB L2/kärna 8 MB delat L3  | 2,xx GHz                      | < $200                         | Två kanaler DDR3 800/1066/1333> MHz | DMI x4/x2 PCI Express 2.0 | Nej | 55 W                | mPGA 989              | 3e/4e kvartalet 2009                  |
| Clarksfield                         | Performance mobile          | 45 nm eller 32 nm      | 4 (8)                  | 256 KB L2/kärna 8 MB delat L3  | 2,xx GHz                      | < $200                         | Två kanaler DDR3 800/1066/1333> MHz | DMI x4/x2 PCI Express 2.0 | Nej | 45 W                | mPGA 989              | 3e/4e kvartalet 2009                  |
| Havendale                           | Mainstream desktop          | 45 nm                  | 2 (4)                  | 3 GHz                          | $90–$279                      | 256 KB L2/kärna 4 MB delat L3  | Två kanaler DDR3 800/1066/1333> MHz | DMI x4/x2 PCI Express 2.0 | Ja  | 93 W                | LGA1160               | Andra halvåret 2009                   |
| Havendale                           | Mainstream desktop          | 45 nm                  | 2 (4)                  | 3 GHz                          | $90–$279                      | 256 KB L2/kärna 4 MB delat L3  | Två kanaler DDR3 800/1066/1333> MHz | DMI x4/x2 PCI Express 2.0 | Ja  | 75 W                | LGA1160               | Andra halvåret 2009                   |
| Havendale                           | Value desktop               | 45 nm                  | 2 (4)                  | 3 GHz                          | $90–$279                      | 256 KB L2/kärna 4 MB delat L3  | Två kanaler DDR3 800/1066/1333> MHz | DMI x4/x2 PCI Express 2.0 | Ja  | 93 W                | LGA1160               | Andra halvåret 2009                   |
| Havendale                           | Value desktop               | 45 nm                  | 2 (4)                  | 3 GHz                          | $90–$279                      | 256 KB L2/kärna 4 MB delat L3  | Två kanaler DDR3 800/1066/1333> MHz | DMI x4/x2 PCI Express 2.0 | Ja  | 75 W                | LGA1160               | Andra halvåret 2009                   |
| Auburndale (Gilo CPU+ Ironlake GPU) | Performance mobile          | 45 nm eller 32 nm      | 2 (4)                  |                                | < $100                        | 256 KB L2/kärna 4 MB delat L3  | Två kanaler DDR3 800/1066/1333> MHz | DMI x4/x2 PCI Express 2.0 | Ja  | 45 W                | mPGA 989              | Januari 2010                          |
| Auburndale (Gilo CPU+ Ironlake GPU) | Mainstream mobile           | 45 nm eller 32 nm      | 2 (4)                  |                                | < $100                        | 256 KB L2/kärna 4 MB delat L3  | Två kanaler DDR3 800/1066/1333> MHz | DMI x4/x2 PCI Express 2.0 | Ja  | 45 W                | mPGA 989              | Januari 2010                          |
| Auburndale (Gilo CPU+ Ironlake GPU) | Power optimized mobile      | 45 nm eller 32 nm      | 2 (4)                  | 35 W                           | < $100                        | 256 KB L2/kärna 4 MB delat L3  | Två kanaler DDR3 800/1066/1333> MHz | DMI x4/x2 PCI Express 2.0 | Ja  |                     | mPGA 989              | Januari 2010                          |